# Europa nei secoli XIV e XV

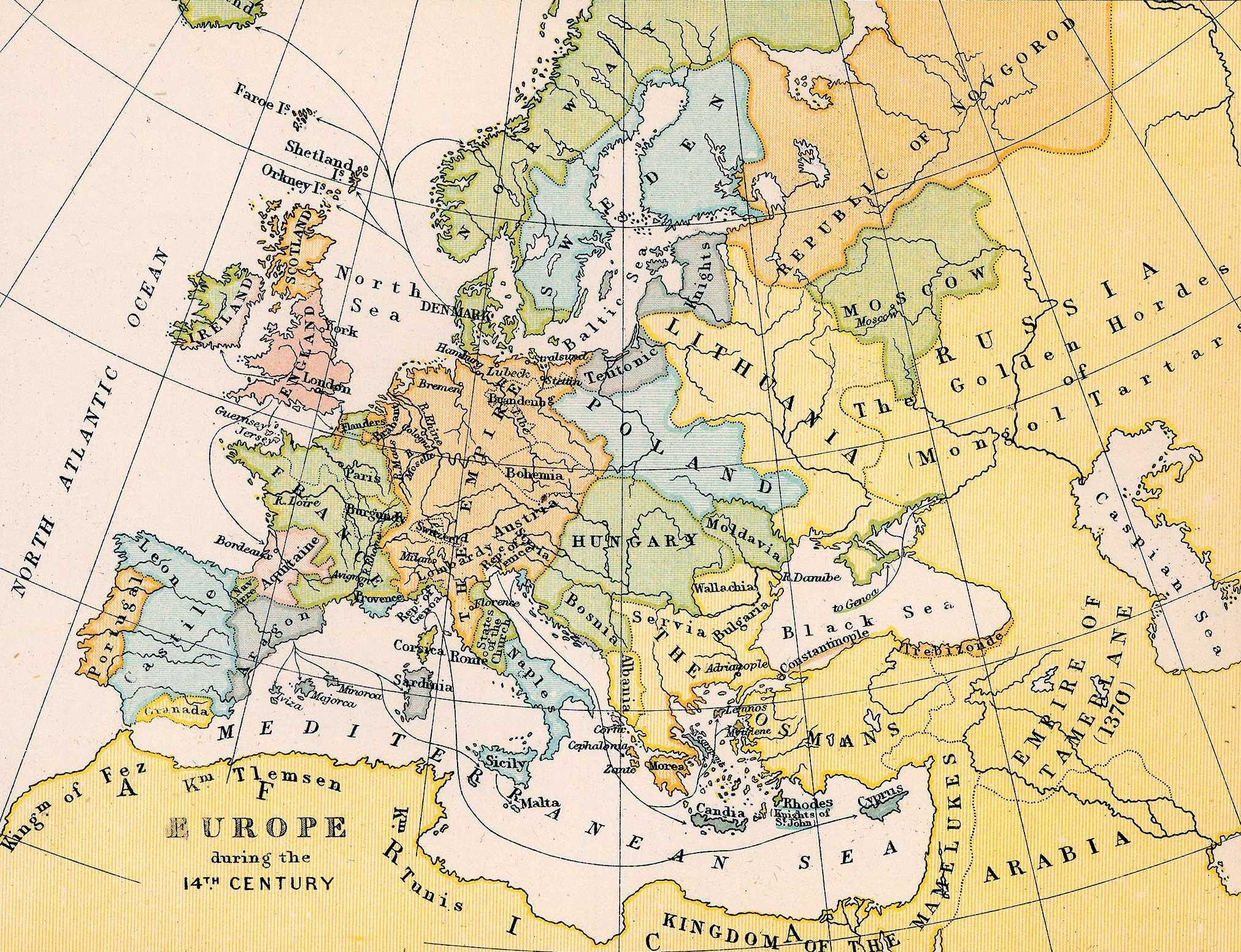
L'Europa nel XIV secolo

L'Europa nei secoli XIV e XV visse il momento fondamentale del consolidamento degli stati nazionali o regionali, che produssero in larga parte l'aspetto dell'Europa moderna.

## La crisi
Dopo due secoli di grande sviluppo e prosperità nel continente europeo, il Trecento fu un secolo di rottura, con l'interruzione di fenomeni in crescita come lo sviluppo demografico, l'ampliamento e la creazione di nuove città, lo straordinario aumento dei traffici in quantità e in qualità.
Oggi si inizia a considerare che il regresso possa essere stato causato innanzitutto da una variazione del clima, con la fine del cosiddetto periodo caldo medioevale, che aveva permesso lo scioglimento dei ghiacci (si pensi alla navigazione dei vichinghi), la coltivazione della vite fin sopra Londra, abbondanti raccolti facilitati dalla piogge scarse e regolari e le tiepide primavere.
Gli aspetti più gravi riguardarono la carestia del 1315-1317, il ristagno economico, la peste nera e le conseguenti rivolte popolari.

## Filippo il Bello e il regalismo

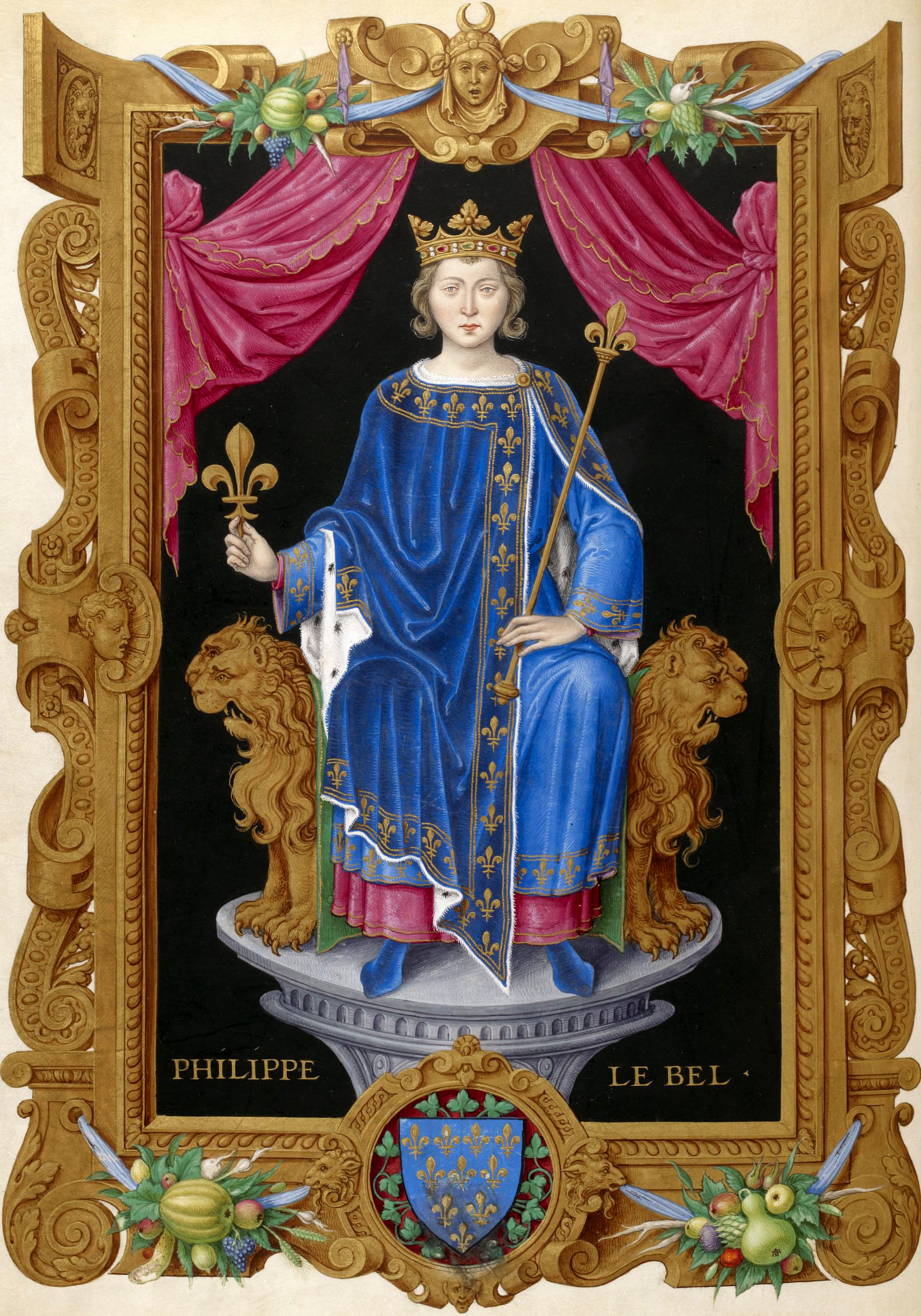
Filippo IV di Francia, detto il Bello

Filippo il Bello, re di Francia dal 1285 al 1314, fu il sovrano europeo che meglio comprese lo sfaldamento del potere ecumenico e del sistema feudale, a vantaggio delle nuove borghesie cittadine, che detenevano considerevoli capitali liquidi. Egli era già entrato in contrasto con Bonifacio VIII riguardo al controllo della Chiesa di Francia, mentre nel 1307 fece iniziare il processo che avrebbe visto l'annientamento dell'Ordine templare. I Templari, dopo la caduta di San Giovanni d'Acri nel 1291, non avevano più ruolo in Terrasanta, ma gestivano una grande quantità di terre e di denaro, grazie alle donazioni di molti nobili e sovrani europei. Filippo vide in loro una risorsa per la sua politica dispendiosa, e dopo aver messo in circolazione gravi dicerie sediziose sull'Ordine (eresia, magia, combutta coi nemici musulmani, sodomia), ottenne da Clemente V l'autorizzazione a procedere contro di essi. Nel 1312 l'Ordine veniva sciolto, i suoi beni in parte incamerati dalla corona francese (quelli all'estero vennero ceduti dalla Santa Sede ai cavalieri ospitalieri di San Giovanni). Nel 1314 il Gran Maestro Jacques de Molay e i vertici dell'ordine vennero messi al rogo a Parigi.
Le politiche spregiudicate di Filippo erano saldamente fondate nelle elaborazioni di celebri giuristi che erano nella cerchia del re, come Pietro Dubois e Guglielmo di Nogaret, i quali instaurarono una dottrina politica fortemente regalistica, fondando il concetto moderno di politica e di Stato. L'essenza di queste teorie era il principio secondo il quale Rex superiorem non reconoscit, et imperator est rex in territorio suo, cioè che qualsiasi sovrano aveva il potere di essere fonte del diritto e della plenitudo potestatis, senza dover sottostare in alcun modo a potenze superiori, nemmeno quella del papa né tanto meno quella dell'imperatore del Sacro Romano Impero.
Per facilitare le sue pretese Filippo allontanò la nobiltà feudale, diffidente alla sua politica accentratrice, circondandosi di una nuova nobiltà da lui creata tra giuristi e funzionari di estrazione borghese, la cosiddetta noblesse de robe ("nobiltà di toga"), priva di lignaggio ma fedelissima al sovrano al quale doveva la sua fortuna.

## Gli ultimi fautori dell'universalismo

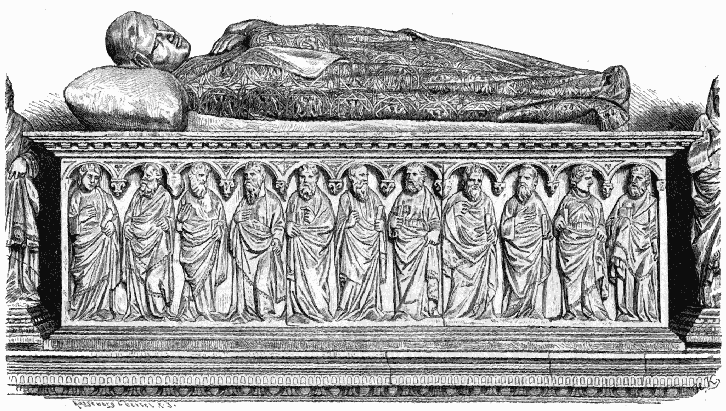
Il sepolcro di Arrigo VII (Enrico del Lussemburgo) nel Duomo di Pisa

Ma il panorama delle scienze politiche del XIV secolo non era dominato solo dal regalismo, venendo ancora ribaditi i concetti dell'universalismo (cioè del concetto basato sul diritto romano secondo la quale esisteva un'unica Cristianità riunita in un solo corpo socio-politico ai cui vertici c'erano il papa e l'imperatore del Sacro Romano Impero), coerenti con la bolla Unam Sanctam di Bonifacio VIII. Tra questi c'erano Egidio Colonna, autore del De ecclesiastica potestate (che ribadiva, basandosi su scritti di sant'Agostino, come il potere temporale fosse sempre subordinato a quello spirituale), o Dante Alighieri con il De Monarchia, dove si tentava una conciliazione tra papato e Impero, vigorosa ma già all'epoca inattuale. Dante, ormai simpatizzante verso il ghibellinismo, teorizzava la separazione tra potere temporale e spirituale, con il primo prerogativa solo dell'Imperatore, controllato direttamente da Dio. Riprendendo da Tommaso d'Aquino egli dimostrava come il concetto di monarchia fosse necessario e come impero e papato fossero due "lune", che non brillavano di luce propria e che non illuminavano l'altra, ma entrambe ricevevano luce dall'unico sole rappresentato da Dio.

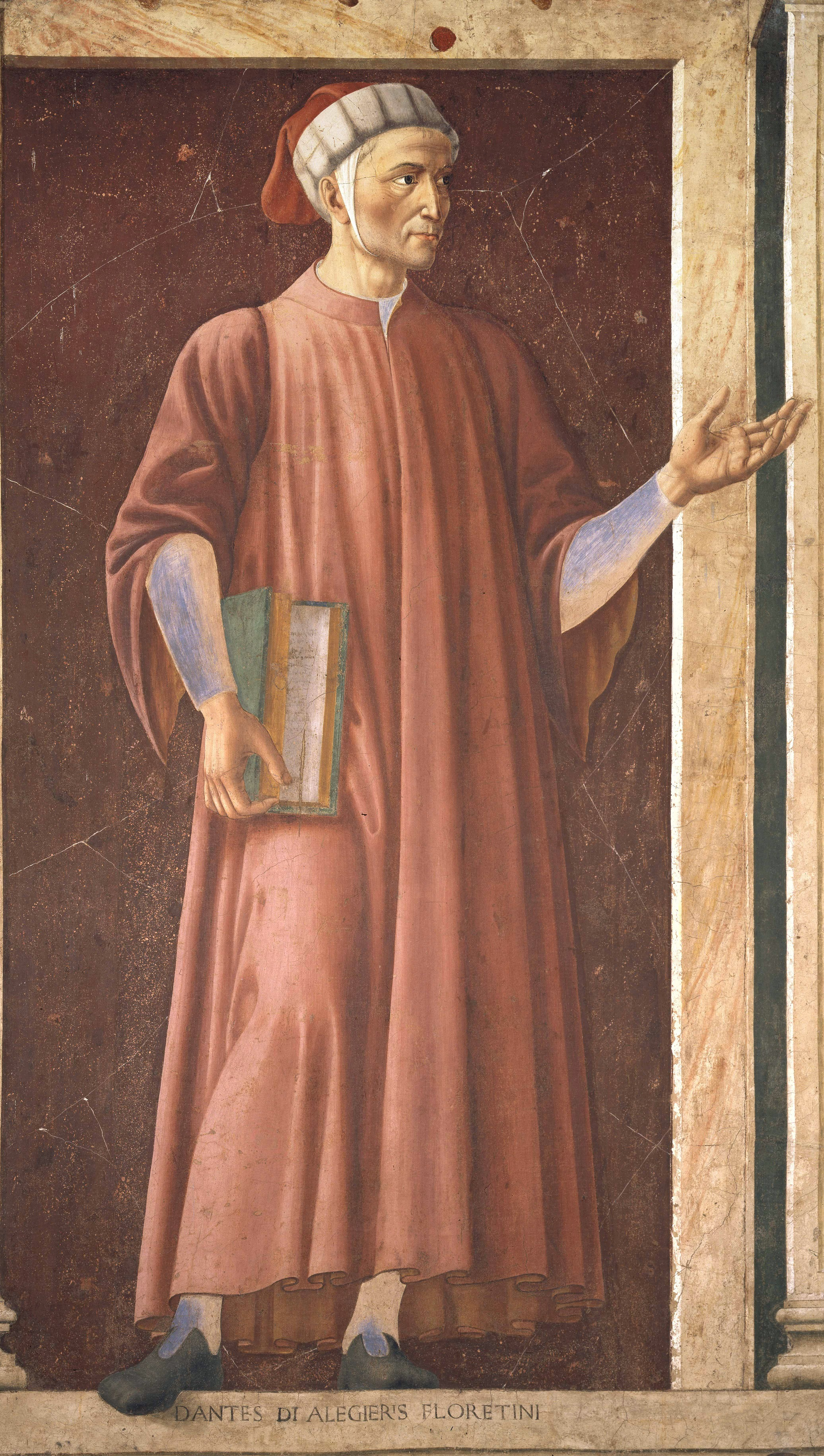
Dante (Andrea del Castagno, Ciclo degli uomini e donne illustri)

La discesa di Enrico di Lussemburgo in Italia sembrò avverare le speranze di Dante. Il sovrano, scelto nel 1308 al posto di Carlo di Valois, temuto per la parentela troppo stretta col re di Francia, si diresse verso Roma per farsi incoronare imperatore e fece sapere ai signori ed alle città italiane che sarebbe disceso non come capo dei ghibellini, ma come pacificatore (rex pacificus). Le buone intenzioni però non erano surrogate da una sufficiente forza militare, così il sovrano dovette ricorrere all'aiuto dei ghibellini italiani i quali lo usarono per i propri fini, come i Visconti a Milano che approfittarono per cacciare i Torriani guelfi. Si creò quindi fin dall'inizio un fronte guelfo contro l'Imperatore, capeggiato da Firenze e da Roberto d'Angiò, re di Napoli. Anche a Roma l'imperatore trovò ostacoli, dovendo essere incoronato in San Giovanni in Laterano perché San Pietro era occupata dai guelfi Orsini e alleati. Risalendo Enrico cinse d'assedio Firenze (1312), senza successo nonostante la durissima lettera inviata da Dante ai fiorentini. Si spostò poi nella fedelissima Pisa, dove organizzò una spedizione contro Napoli. Dopo essere partito morì poco dopo, a Buonconvento, presso Siena, forse per un attacco di malaria (1313).
Alla sua morte la Germania ricadde nell'anarchia delle elezioni e solo nel 1322 si poté incoronare Ludovico il Bavaro (perché conte di Baviera). Ludovico non richiese mai la ratifica papale e scese in Italia per aiutare i Visconti di Milano, suscitando l'ira del papa che lo scomunicò (1324). L'imperatore rispose accusando il papa stesso di abuso di potere, eresia e magia. Un ulteriore schiaffo al pontefice fu l'incoronazione a Roma non nelle mani del papa o di un suo vicario, ma dal senatore Sciarra Colonna, lo stesso che aveva insultato Bonifacio VIII ad Anagni. Inoltre riunì un conclave che nominò un antipapa, Niccolò V, capo dei fraticelli. Nel 1330 Ludovico lasciava l'Italia, senza abbandonare la lotta contro il pontefice. Nel 1338 ottenne dai principi tedeschi la dichiarazione che l'elezione imperiale non aveva bisogno di alcuna ratifica papale, e che il potere dell'imperatore derivava direttamente da Dio ed era legittimato dal procedimento di elezione principesca. Questi principi di laicità dell'Impero erano maturati grazie al contributo di numerosi studiosi e giuristi, tra i quali spiccavano Marsilio da Padova e Guglielmo d'Ockham.

## La Bolla d'Oro e l'ascesa degli Asburgo

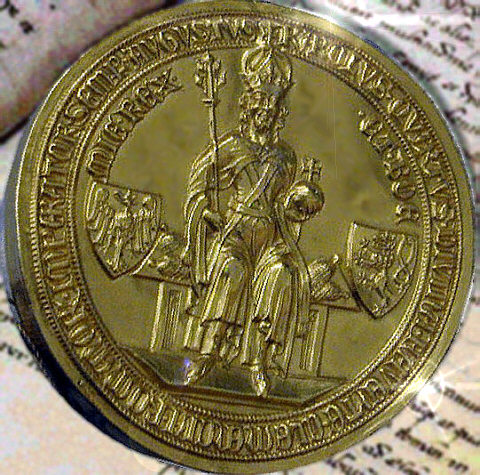
La Bolla d'oro dell'imperatore Carlo IV

L'imperatore tedesco era il simbolo che garantiva l'unità di una grande quantità di Stati feudali, retti da principi laici o ecclesiastici, e città mercantili che spesso entravano in federazione tra di loro. Egli non aveva un potere politico effettivo, ma piuttosto rappresentava un collante culturale e spirituale. C'erano stati tentativi di rendere questo titolo da elettivo a ereditario (come con la dinastia sveva), e dal XIV alla metà del XV secolo si delineò una tendenza a scegliere l'imperatore tra due sole famiglie: gli Asburgo e i Lussemburgo.
Alla scomparsa di Ludovico il bavaro (1346) divenne re di Germania Carlo IV di Lussemburgo, che avendo sposato Elisabetta Přemyslovna, erede del trono boemo, era diventato anche re di Boemia. Carlo si preoccupò soprattutto della Germania, rendendosi conto che quello era il territorio che poteva dargli un po' di potere effettivo e che per procurarselo doveva avere un appoggio territoriale più ampio possibile. Per questo iniziò a rafforzarsi in Boemia, dove fece di Praga una splendida capitale dotata di Università. Inoltre incoraggiò l'uso del tedesco al posto del latino nella sua cancelleria.
Carlo individuò tra le ragioni della cronica debolezza imperiale quella relativa all'incertezza di chi fossero gli elettori aventi diritto di decidere il re. Per questo emanò la cosiddetta "Bolla d'Oro" (1356) dove elencava sette principi elettori, quattro laici e tre ecclesiastici. essi erano:
1. Il re di Boemia
2. Il margravio del Brandeburgo
3. Il duca di Sassonia
4. Il conte del Palatinato
5. L'arcivescovo di Magonza
6. L'arcivescovo di Colonia
7. L'arcivescovo di Treviri

L'elezione imperiale veniva ora ad essere svincolata dall'ottenimento del titolo di Re d'Italia e dalla ratifica papale e perse gran parte delle sue aspirazioni universalistiche. La cerimonia si sarebbe d'ora in poi tenuta a Francoforte e l'incoronazione del re di Germania a Aquisgrana. La Bolla d'Oro inoltre proibiva le leghe di città, anche se il fenomeno non vide la fine, poiché era l'unico modo per i centri mercantili per affrancarsi dall'egemonia dei nobili. La lega sveva si fuse con la lega renana nel 1381 e con la confederazione elvetica nel 1385. Inoltre restava più potente che mai la lega anseatica, fondata nel 1358 con città quali Lubecca, Amburgo e Rostock, che dominava il commercio nel Mare del Nord e nel Mar Baltico.

Bandiera della Casa d'Asburgo

Nel 1353 Carlo acquistò il Palatinato Superiore e nel 1373 si assicurò il Brandeburgo. Con la sua morte però la casa boema non si dimostrò all'altezza e regnarono alcuni sovrani poco forti finché non salì al trono Sigismondo di Lussemburgo (1410-1437), che aveva ottenuto anche la corona di re d'Ungheria dal 1387. Egli dovette venire a patti con i principi tedeschi e con la Chiesa accettando alcuni concordati, ma seppe guadagnare molto prestigio per aver indetto il concilio di Costanza che sanò il grande scisma d'Occidente. Egli inoltre capì la debolezza del sovrano per l'assetto elettivo della corona e, senza modificarlo, capì come dominarlo creando un'alleanza interfamiliare, che venne stipulata con gli Asburgo, duchi d'Austria. La figlia di Sigismondo, sposò il rampollo di casa Asburgo, che infatti divenne imperatore con il titolo di Alberto II d'Asburgo, di Boemia e d'Ungheria. Di nuovo venne poi eletto un Asburgo, Federico III, che si fece incoronare imperatore a Roma nel 1452. Da allora fino al 1806 la corona sarebbe rimasta sempre nelle mani degli Asburgo, nonostante permanesse la finzione giuridica dell'elezione.
Gli Asburgo non tennero una politica strettamente tedesca, anzi cercarono di allearsi con altre case regnanti europee, come quella di Borgogna, i "re cattolici" di Spagna o il papato, che guardava soprattutto a loro nella causa contro i turchi. Si avvantaggiarono della situazione in Germania nuovi poteri, come le leghe cittadine, le casate territoriali, come gli Hohenzollern nel Brandeburgo, e i cavalieri Teutonici, che crearono un proprio Stato di fatto indipendente nei territori orientali tra Prussia e Polonia.

## La Guerra dei Cent'Anni

Territori controllati da Francia e Inghilterra nel 1346
Principali battaglie della prima fase della guerra
--- Itinerario dell'esercito di Edoardo III nel 1346
--- Itinerario del Principe Nero nel 1356

Principali battaglie della prima fase della guerra
     Territori controllati da Enrico V
     Territori controllati dal duca di Borgogna
     Territori controllati dal delfino Carlo
     Principali battaglie

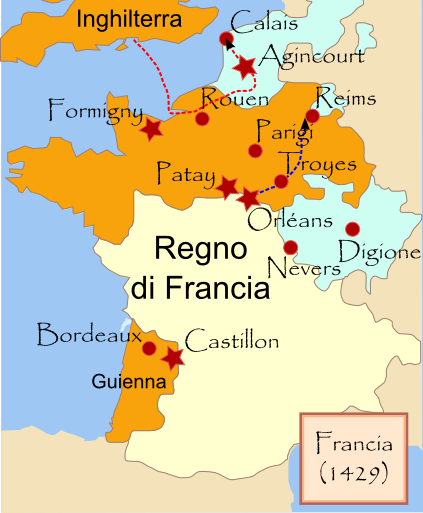
Situazione nel 1429
Territori controllati da Enrico V
Territori controllati dal duca di Borgogna
Territori controllati dal delfino Carlo
Principali battaglie
--- Attacchi inglesi nel 1415
--- Viaggio di Giovanna d'Arco verso Reims nel 1429

La guerra detta dei Cent'Anni fu un conflitto per alcuni versi inevitabile, che doveva chiarire molte questioni aperte tra re di Francia e re d'Inghilterra. Il secondo infatti, sin dalla conquista normanna della Britannia del 1066, si era trovato a possedere vasti territori francesi in posizione di subordinato feudale al re francese, mentre oltre lo stretto della Manica i due re erano parigrado. Il re inglese, dopo aver perso la Normandia (1204), possedeva ancora la prospera Aquitania (dal matrimonio di Enrico II d'Inghilterra con Eleonora d'Aquitania) e c'erano stati degli screzi anche a proposito della ricca contea di Fiandra, che doveva la sua ricchezza in parte grazie ai commerci con l'Inghilterra, dalla quale importava la lana che usava nelle manifatture tessili, le più importanti d'Europa.
La questione fiamminga venne giocata dal re francese isolando i fiamminghi dall'Inghilterra, che era in una situazione difficile a causa delle lotte con la Scozia e che si accontentò di prendere il ducato di Guienna in cambio dell'impegno a non appoggiare i Comuni fiamminghi.
In Scozia infatti la situazione era incandescente, dopo che Edoardo I d'Inghilterra aveva deposto John Balliol (1296) per occupare direttamente il paese, scatenando la rivolta popolare (guidata dagli eroi nazionali William Wallace e Robert Bruce) che portò alla fondazione di un regno di Scozia indipendente. Nel frattempo il parlamento inglese (dal 1297 composto da una Camera dei Lords e una Camera dei Comuni) approfittò della debolezza regia per strappargli sempre più concessioni, come il diritto di approvare o meno qualunque tassa. Nonostante ciò, l'appoggio del parlamento fu la forza del re inglese, che poté presto tornare ad occuparsi dei suoi territori continentali. Il matrimonio tra Edoardo I d'Inghilterra e Margherita di Francia, sorella di Filippo IV, invece di rafforzare i legami tra le due case regnanti, diede origine ad ancora maggiori ingerenze inglesi in terra di Francia, tanto che Edoardo II d'Inghilterra, nato dall'unione tra Edoardo I e Margherita, aveva per nascita dei diritti sulla corona francese, che vennero ulteriormente rafforzati dal suo matrimonio con Isabella di Francia, sorella di Carlo IV di Francia. Carlo IV infatti morì senza eredi maschi, estinguendosi la casata dei Capetingi, con i diritti di successione passati alla sorella Isabella ed ai suoi discendenti. Ma un'assemblea di baroni e prelati inglesi si appellò alla legge salica (che escludeva secondo il diritto consuetudinario le donne dalla successione regia) per impedire che Edoardo III d'Inghilterra unisse le corone inglesi e francesi. La corona francese venne assegnata a Filippo VI di Francia, figlio di Carlo di Valois. Edoardo inizialmente fu preso dai problemi interni ai suoi possedimenti e solo in seguito si alleò di nuovo con i Comuni fiamminghi. Questo spinse Filippo a dichiarare la sua infedeltà, al quale il re inglese rispose rivendicando i suoi diritti sulla corona di Francia. Scoppiava così la guerra dei Cent'Anni, che durò dal 1339 al 1453.
Inizialmente l'Inghilterra disponeva di forze superiori e meglio organizzate, con compagnie di arcieri e le prime "bombarde", cioè i cannoni a pietra, mentre i francesi avevano una poco disciplinata cavalleria di origine feudale e qualche reparto mercenario (come i balestrieri genovesi). Le prime battaglie videro tutte la vittoria degli inglesi (Crécy nel 1346, Calais nel 1347, Poitiers nel 1356 dove cadde prigioniero anche il re Giovanni II il Buono), aggravate dalle rivolte della jacquerie e della borghesia parigina del 1358 per gli effetti della peste nera e il disordine durante la prigionia del re a Londra. Nel 1360 Edoardo III rinunciò ai diritti sulla corona francese in cambio della sovranità feudale di un'ampia parte della Francia, corrispondente a quasi tutta la fascia sud-occidentale tra la Loira e i Pirenei. Nonostante ciò la guerra riprese nel 1369 con operazioni endemiche di razzia, guerriglia e assedi che ridussero la Francia alla miseria e alla disperazione.
Edoardo III e Carlo V morirono rispettivamente nel 1377 e nel 1380, lasciando i entrambi i paesi in balia a eredi minorenni tutelati dai feudatari loro parenti. In Inghilterra prese poi il potere Enrico IV del casato dei Lancaster, che represse la guerra civile di Watt Tyler e John Ball, e poi Enrico V; in Francia Carlo VI diede segni di squilibrio mentale, permettendo la divisione del paese in più ducati controllati dai suoi numerosi zii. Nel 1382 prevalse il ducato di Borgogna, che represse una rivolta nella contea di Fiandra annettendola. Al duca di Borgogna, sovrano forte e illuminato, guardavano le forze cittadine, mentre il suo avversario era Bernardo d'Armagnac, protettore degli interessi della nobiltà.

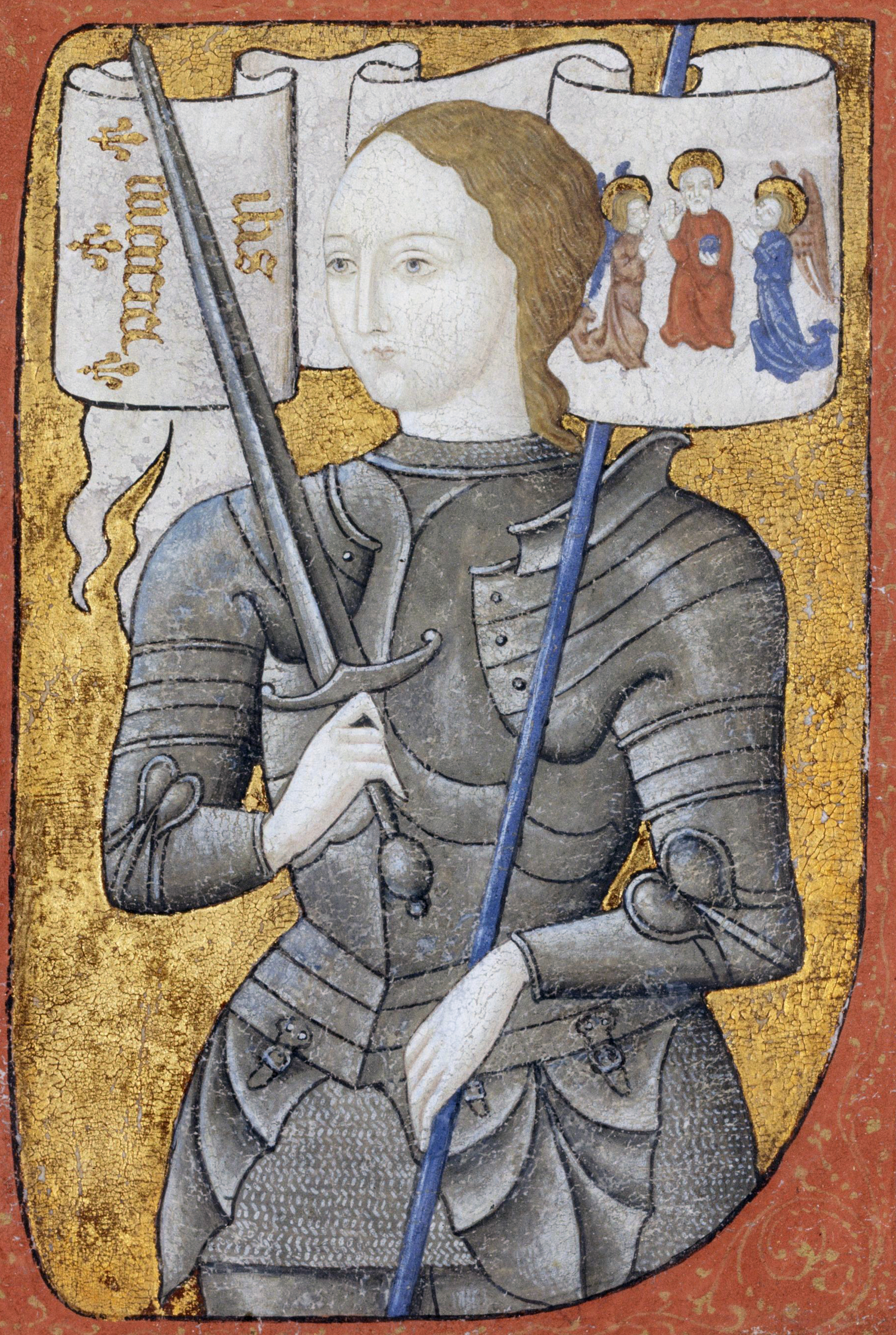
Miniatura di Giovanna d'Arco, Centre Historique des Archives Nationales, Parigi, AE II 2490 (1450-1500)

All'inizio del XV secolo quindi l'Inghilterra normalizzata, mentre la Francia viveva una profonda spaccatura. Giovanni senza Paura, duca di Borgogna, era di fatto l'uomo più importante del regno e fu lui a chiamare il re inglese in Francia per indebolire il re francese. Enrico V d'Inghilterra, dopo essersi reimpossessato dei suoi feudi storici di Normandia e di Guienna (nome da allora diffuso dell'Aquitania), dopo la vittoria di Azincourt (1415) tornò a rivendicare i suoi diritti sulla corona francese. Si arrivò così al trattato di Troyes, firmato da Enrico V e dal nuovo conte di Borgogna Filippo il Buono (in nome di re Carlo VI), dove si stabiliva che il re inglese avrebbe sposato Caterina di Valois, figlia del re francese, che gli avrebbe portato in dote il regno di Francia alla morte del sovrano. Venne escluso il "delfino" di Francia Carlo, rifugiato all'epoca a Bourges e per questo beffardamente chiamato "re di Bourges" dagli inglesi. Carlo riuscì ad affermare il suo potere nel sud della Francia fino alla Loira. Con la morte di Carlo VI e di Enrico V (1422), prese il potere Enrico VI d'Inghilterra, figlio di Enrico e Caterina, al quale gli si contrappose il delfino nominato a Bourges Carlo VII di Francia.
Nonostante sulla carta fosse più forte Enrico VI, durante un disastroso assedio di Orléans, Carlo VII sconfisse le truppe inglesi e borgognone (1429), facendosi poi incoronare re a Reims. La riscossa francese pare che fosse aiutata dall'eroina nazionale Giovanna d'Arco, che coalizzava volontari da ogni ceto sociale. Catturata però dagli assedianti fu venduta agli inglesi (1430), che la processarono per eresia, venendo bruciata sul rogo per le pressioni inglesi, nonostante la volontà degli ecclesiastici di salvarla, nella piazza del mercato di Rouen il 30 maggio 1431. Con la riconquista di Rouen del 1456 Giovanna venne riabilitata e santificata solo nel 1920. Carlo VII poté trionfare anche per il trattato di Arras col duca di Borgogna (1435) e la tregua col re inglese siglata a Tours nel 1444. Una volta riorganizzatosi riprese l'offensiva nel 1448, obbligando gli inglesi a sgombrare i feudi da essi occupati del Maine, della Guienna e della Normandia. Restava inglese solo Calais. Dopo il 1453 la guerra andò spegnendosi senza un vero trattato di pace.

## La Francia dopo la guerra
Il primo ostacolo che il nuovo re di Francia Luigi XI si trovò ad affrontare fu l'abbattimento della potenza dei grandi principi di Borgogna e di Bretagna che gli impedivano di impostare una politica unitaria nel regno. I nobili, venuti al corrente delle sue iniziative, gli si opposero con la lega del pubblico bene, ma Luigi seppe rompere il fronte degli avversari con le trattative. Tra 1475 e 1480 assorbì i possedimenti della casa d'Angiò, poi, aiutato dall'imperatore e dagli svizzeri, debellò la potenza borgognona (1477) e ne incamerò i beni; la Bretagna venne infine associata alla corona tramite il matrimonio tra Carlo VIII e la duchessa Anna di Bretagna. Si può dire allora che era già nata la Francia "moderna".
Nella Francia di allora le questioni ecclesiastiche erano regolate dalla prammatica sanzione di Bourges del 1438, che creò una Chiesa "Gallicana" formalmente soggetta al papa ma politicamente dipendente dal re; il sovrano era affiancato da un parlamento e le prerogative feudali vennero riformate tra il 1446 e il 1454 in senso statale. Gli Stati generali (assemblea del clero, della nobiltà e del "terzo stato") venivano convocati sempre meno, ma dal 1497 nacque il Gran Consiglio. Lo stato venne diviso dal punto di vista fiscale in quattro "generalità" (macro-aree) e il gettito permetteva di mantenere un esercito permanente.

## L'Inghilterra e la guerra delle due rose

La rosa rossa dei Lancaster

La rosa bianca degli York

La dinastia dei Lancaster uscì molto screditata dalla sconfitta nella Guerra dei Cent'Anni e lo stesso Enrico VI era un sovrano debole e probabilmente con problemi psichici. La moglie Margherita d'Angiò si era allora alleata con un altro casato, quello dei Beaufort, scatenando le proteste di Riccardo Plantageneto, III duca di York, che additò i Lancaster dando origine nel 1455 alla guerra delle due rose, dagli emblemi del casato di York (una rosa bianca) e di Lancaster (una rosa rossa).
Il figlio di Riccardo, dopo la morte del padre, riuscì a battere i Lancaster ed a farsi incoronare re come Edoardo IV d'Inghilterra (1461). Anche il re di Francia e il duca di Borgogna si intromisero allora nella guerra sostenendo ciascuno uno degli schieramenti contrapposti. Alla fine venne incoronato Riccardo III di York, ma i gravi crimini che aveva compiuto gli alienarono subito gran parte del clero. Stanchi delle lotte gli inglesi scelsero allora un sovrano capace di porre fine alle discordie, Enrico Tudor, discendente dei Lancaster ma maritato a una York. Dopo aver vinto la battaglia di Bosworth (1485), appoggiato dai francesi, si fece incoronare come Enrico VII.
La pace permise di iniziare anche in Inghilterra il processo di modernizzazione e accentramento del potere. Enrico VII smorzò il ceto feudale e governò aiutato da due consigli, il Consiglio Privato e la Camera Stellata, che lo aiutavano a trovare gli strumenti giuridici e amministrativi per ridurre al minimo i poteri feudatari. In questo senso aumentò i terreni soggetti direttamente alla corona e sostenne lo sviluppo di una nuova nobiltà di origine borghese (la gentry). Fu promossa anche l'attività cantieristica e la pratica di mare, un'innovazione per la rurale e pastorale Inghilterra di allora, che avrebbe permesso la successiva fortuna del paese con la creazione di un impero tra Cinque e Novecento.

## La Borgogna

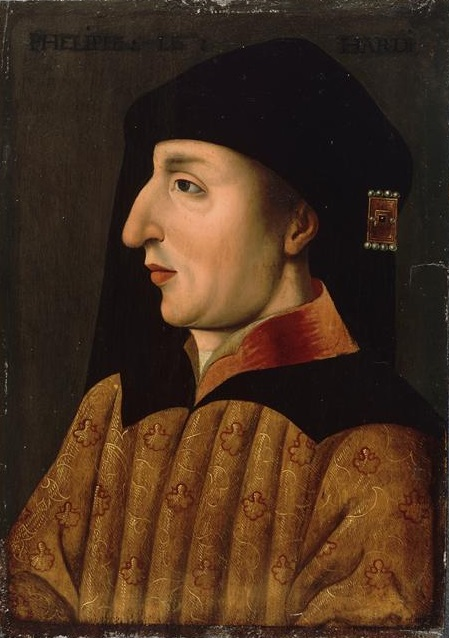
Filippo II, detto l'Ardito

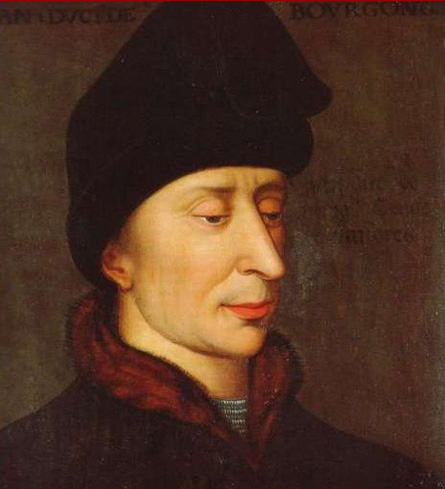
Giovanni Senza paura

Il ducato di Borgogna era nato in un momento di disgregazione del regno di Francia, quando Giovanni II di Francia aveva concesso quella florida terra al figlio Filippo l'Ardito. Tramite una politica accurata di acquisti e matrimoni Filippo e suo figlio Giovanni senza Paura riuscirono a ingrandire i confini del ducato arrivando a comprendere la Franca Contea, la Fiandra, l'Olanda, lo Hainaut, il Brabante, il Lussemburgo e Namur. Successivamente Filippo il Buono e Carlo il Temerario avevano aggiunto l'Alta Alsazia, la Gheldria e la Lorena. Queste dipendevano formalmente sia dal re francese che dall'impero, per questo la Borgogna si presentava nel tardo Quattrocento come uno Stato federale, che controllava una fascia tra le più attive in Europa che andava dalle Alpi al Mare del Nord, con grandi centri manifatturieri, portuali e commerciali come Bruges e Anversa.
I duchi di Borgogna furono tra i sovrani più apprezzati dell'epoca, gli unici in Europa ad essere dotati di un consenso pressoché unanime: i ceti mercantili e imprenditoriali erano favoriti dalla loro politica; i nobili vedevano nel duca, impregnato della cultura cavalleresca, il loro primo cavaliere e il protettore delle consuetudini feudali; i ceti subalterni veneravano l'indole generosa manifestata dalle frequenti elargizioni, rese possibili dal buon andamento dell'economia nel ducato.
Il programma politico dei duchi di Borgogna era molto ambizioso ed aveva, tra i fini ultimi, una crociata che riconquistasse Costantinopoli dove essi si sarebbero potuti fare incoronare imperatori; Carlo il Temerario arrivò anche a proporsi come candidato per il Sacro Romano Impero. Quando il duca scese in campo contro il re di Francia si coalizzò contro di lui una federazione di nemici (come i cantoni svizzeri, che si sentivano minacciati), che lo sconfisse ripetutamente fino alla sua morte durante l'assedio di Nancy (1477). I territori borgognoni vennero così spartiti tra Francia e Germania con il trattato di Arras del 1483.

## La Svizzera

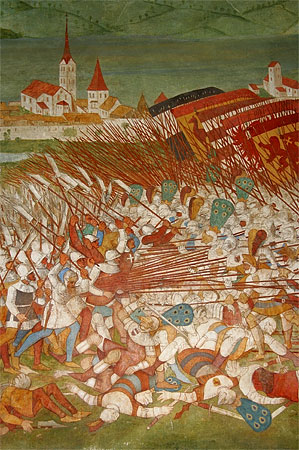
La battaglia di Sempach

Più o meno mentre la Borgogna tracollava una nuova entità stava salendo alla ribalta, la confederazione della Svizzera. Nata nel 1291 dalla crisi dell'Impero romano-germanico, aveva una struttura federale e prendeva il suo nome dalla cittadina di Schwyz, che sentendosi minacciata dal ducato d'Austria degli Asburgo, si alleò con le popolazioni di altre aree, quali Uri e Untervaldo. Così nel 1315 i contadini e i montanari svizzeri riuscirono a respingere le truppe degli Asburgo (battaglia di Morgarten) e nel 1386 riportarono una vittoria definitiva nella battaglia di Sempach.
Nel Quattrocento essi fronteggiarono le mire espansionistiche della Borgogna, che contribuirono a sconfiggere militarmente nel 1477. Nel 1499, con la pace di Basilea, la Confederazione riceveva definitivamente l'indipendenza.

## La penisola iberica
La penisola iberica era divisa nel XV secolo in quattro regni:
1. Il regno del Portogallo, indipendente dal 1139;
2. Il regno di Castiglia y León, esteso dall'Atlantico alla sierra Morena, che incamerava gran parte dei territori della Reconquista;
3. Il regno d'Aragona, proteso verso il mare e esercitante un'egemonia sulle isole del mediterraneo occidentale e sull'Italia del sud;
4. L'emirato di Granada, ultimo baluardo musulmano.

I sovrani di Castiglia avevano impoverito i terreni un tempo musulmani, vessando le colte comunità dei musulmani assoggettati (moriscos) ed ebrei, promuovendo la coltivazione estensiva e il pascolo in terre un tempo già fertili dall'ormai dismessa irrigazione moresca.

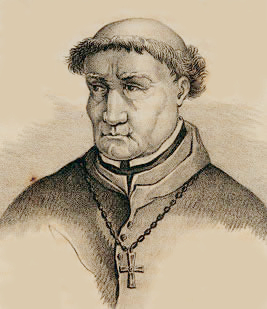
Tomás de Torquemada

Gli ordini militari che avevano combattuto i Mori ebbero in gestioni ampie parti di territorio, creando uno scenario spesso economicamente desolato, ma ancora volto all'attività guerriera ed a una religiosità ascetica. Per ricristianizzare i territori a lungo tenuti dai musulmani venne creata una severa Inquisizione guidata dal domenicano Tommaso di Torquemada, che perseguitò inflessibilmente ogni forma di eresia e di concessione agli altri culti.
Una svolta si ebbe con il matrimonio tra Isabella di Castiglia e Ferdinando II d'Aragona (1469), che una volta ereditati i rispettivi regni li tennero formalmente separati, ma li controllarono unitamente.
Nel 1492 cadde anche Granada e la Reconquista venne completata, con ebrei e musulmani obbligati alla conversione o all'esilio.
Il Portogallo era sempre più interessato alle nuove vie marittime verso l'Africa e l'Oriente, con la presa di Ceuta, in Africa, nel 1415.

## La Polonia e l'Ungheria

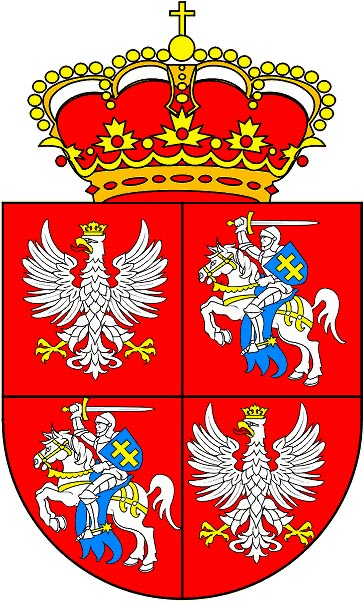
Stemma della casata polacco-lituana

La Polonia era stata riunificata da re Ladislao I nella prima metà del XIV secolo, grazie anche al sostegno della Santa Sede. La capitale venne posta a Cracovia. Casimiro III il Grande consolidò la nazione alleandosi con i vicini (Boemia e Cavalieri Teutonici) ai quali fece delle concessioni territoriali (rispettivamente la Slesia e la Pomerania) in cambio del diritto a governare in pace il suo paese. Nel 1364 fondò l'Università di Cracovia sul modello di quelle italiane e si dedicò anche a frenare lo strapotere della nobiltà. Gli successe il nipote Luigi I d'Angiò, già re d'Ungheria, che unì finché restò in vita le due corone.
Mentre l'Ungheria si univa alla Boemia, col suo re Sigismondo che divenne imperatore del Sacro Romano Impero, la Polonia si fuse alla Lituania tramite il matrimonio tra Edvige di Polonia e Ladislao Jagellone (1386). Nacque così la dinastia degli Jagelloni, che avrebbe sconfitto i tartari delle basse pianure russe e che nella battaglia di Tannerburg batterono i cavalieri Teutonici. Nel 1466, con la pace di Thorn, la Prussia divenne feudo polacco. Una nuova unione dei paesi orientali sembrò profilarsi con la salita al trono di Ladislao III, re di Polonia, Lituania e Ungheria, ma la sua morte nella battaglia di Varna contro i turchi infranse l'unione. La "Grande Polonia", estesa dal Baltico al Mar Nero, venne rifondata da re Casimiro IV (1447-1492).
Le federazioni di stati dell'Europa orientale erano volte spesso a combattere il nemico comune rappresentato sia dall'espansione degli Asburgo, sia dai Turchi ottomani. Nel 1485 la Polonia scese in campo dichiarando guerra ai Turchi per via della questione della Moldavia.

## Il principato di Mosca

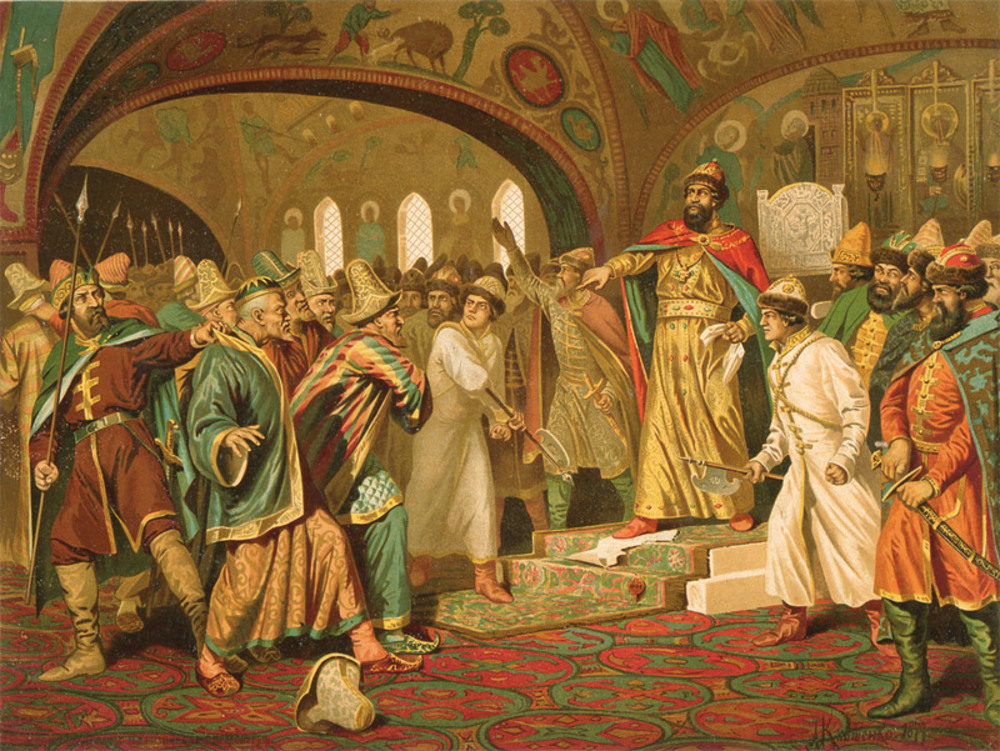
Ivan III riduce in pezzi l'intimazione del Khan, dipinto di Aleksey D. Kivshenko (1851-96)

Il principato di Mosca, nato nella metà del XII secolo e religiosamente cristiano-ortodosso, ascese con Ivan I Kalita (1325-1341), che riuscì a impadronirsi delle terre tra Dvjna e Volga, venendo approvato anche dai tartari del vicino khanato dell'Orda d'Oro. Nel 1439 i principi di Mosca si rifiutarono di riconoscere la breve riunione tra cattolici latini e ortodossi, e si misero a capo di una Chiesa nazionale russo-ortodossa. Con la caduta dell'Impero bizantino nel 1453, i principi russi iniziarono ad atteggiarsi come suoi eredi, scegliendo come capitale Mosca che, abbellita da architetti italiani, venne proclamata la "Terza Roma". Nel 1462 Ivan III sposò la principessa Sophia Paleologa e si proclamò imperatore "di tutte le Russie", usando il termine di zar, deformazione fonetica di Caesar.
Grazie all'appoggio della nobiltà russa (i boiardi), Ivan III denunciò ufficialmente nel 1480 il suo vassallaggio nei confronti dei tartari dell'Orda d'Oro.

## La Scandinavia
In risposta al crescente potere economico commerciale della Lega Anseatica le città scandinave promossero l'unione dei regni di Svezia, Norvegia e Danimarca con la cosiddetta unione di Kalmar. Resse l'unione Margherita di Danimarca, che era figlia del re danese e sposa di quello norvegese, finché nel 1389 fu chiamata dai nobili svedesi per sostituire il sovrano Alberto che essi stessi avevano imprigionato.
I regni vennero uniti anche formalmente dal nipote Erik di Pomerania, che suggellò l'unione, appunto, a Kalmar nel 1397. L'unione venne rotta una prima volta nel 1434 ed ebbe vita difficile fino alla completa dissoluzione del 1523.

## L'Italia

### Contesto

L'Italia nel 1494

La crisi del XIV secolo colse le istituzioni comunali italiane, soprattutto nel settentrione, in piena crisi istituzionale, con molte di esse che avevano già delegato il governo a un "signore" (diventando quindi delle signorie). Le conseguenze della crisi furono particolarmente gravi nella Penisola, con un crescente malessere che portò a rivolte sociali. Queste rivolte però ottennero spesso l'effetto opposto a quanto rivendicato, con i governi cittadini, che presa la consapevolezza della mutata situazione, invece di allargarsi, si restrinsero ulteriormente in vere e proprie oligarchie.
Stati comunali minori sparivano aggregandosi ad altri più grandi, per conquiste o per trattative diplomatiche. Si avviarono così in Italia settentrionale e centrale degli Stati territoriali, dove alle istituzioni comunali si sostituivano i governi dei "signori", presi con la forza o chiamati dagli stessi cittadini che rinunciavano a una parte del loro peso politico in cambio di un po' di pace e stabilità, logorati dalle lotte tra guelfi e ghibellini. Il loro potere era comunque vincolato all'appoggio popolare o aristocratico, legandosi a questa o quella fazione cittadina che li sosteneva.
Un successivo passaggio fu quello dalle signorie ai principati, dove i "signori", non più soddisfatti della sola autorità conferita dai cittadini ("dal basso") cercarono una legittimazione anche "dall'alto", facendosi proclamare dall'imperatore o dal papa suoi vicari o feudatari, ottenendo così anche un titolo che li fregiava del potere giurisdizionale per delega regia.
Ma non tutte le repubbliche comunali divennero principati. Le eccezioni più illustri furono Firenze, Venezia e, in parte, Genova, alle quali vanno aggiunte realtà minori quali Lucca e Siena. Anche se in queste città ci furono periodi di dittatura signorile, ciò non si tradusse in qualcosa di stabile, né ci fu la forza per fondare un principato. Venezia poi era un'eccezione nelle eccezioni, con il duplice sistema del doge e dei consigli che fondevano le forme della monarchia e della repubblica.
Il "policentrismo" italiano fu la caratteristica peculiare della politica nella Penisola mentre nel resto d'Europa si affermavano le monarchie nazionali. Naturalmente il discorso cambiava dallo Stato della Chiesa in giù, dove erano presenti solide compagini statali, in particolare i regni angioino di Napoli e aragonese di Sicilia.
Fallirono tutti i tentativi di riunificazione italiana, come quello di Giovanni di Lussemburgo, quello di Alberto e Mastino della Scala o quello dei Visconti di Milano. Le potenze repubblicane e mercantili di Firenze e Venezia si sarebbero sempre opposte a tali progetti. La situazione nel XIV secolo si stabilizzò quindi così:
- La signoria di Milano dei Visconti, impegnata ad espandersi;
- La repubblica di Venezia, governata da un'élite mercantile e desiderosa di imporre un'egemonia sul circostante Veneto;
- La repubblica di Firenze, analogamente impegnata ad affermarsi in Toscana;
- Lo Stato della Chiesa, una confederazione "imperfetta" tra città libere e signorie accomunate dalla sudditanza al papa, che era in esilio ad Avignone e che controllava i suoi territori tramite i legati pontifici;
- Il regno di Napoli, angioino e in qualche modo interessato alle vicende italiane centro-settentrionali;
- Il regno di Trinacria, aragonese.

A questi Stati più influenti vanno aggiunti poi altri stati minori:
- La contea di Savoia, che nel Trecento stabilì l'egemonia sul Piemonte, ma che guardava più alla corona francese e borgognona che alle sorti dell'Italia;
- La repubblica di Genova, economicamente florida ma politicamente in crisi, importò da Venezia il sistema dogale. Incalzata dalla concorrenza veneziana ed aragonese dovette darsi in signoria ai milanesi ed al re di Francia;
- Il marchesato estense (Ferrara, Modena, Reggio e il delta del Po)
- La signoria di Mantova dei Gonzaga
- La signoria dei Malaspina, tra Lunigiana, Liguria e Appennino parmense
- La repubblica di Lucca
- La repubblica di Siena
- Il principato di Piombino, degli Appiani
- Altri Stati minori.

### Milano

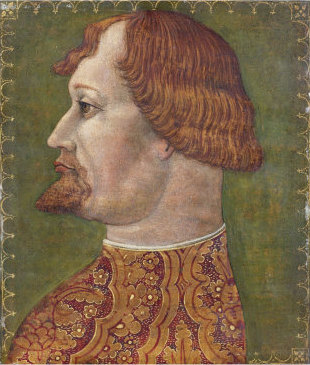
Giovanni Ambrogio de Predis (attr.), presunto ritratto di Giangaleazzo Visconti

La città di Milano era riuscita ad imporre un'egemonia in Lombardia a partire dal XII secolo, grazie alle manifatture metallurgiche e tessili che la rendevano uno dei centri produttori e mercantili più importanti d'Europa. La politica era dominata da due fazioni: i Della Torre, guelfi, e i Visconti, ghibellini. I secondi ebbero la meglio e Matteo Visconti ottenne anche il titolo di vicario imperiale da Enrico VII. Con tale titolo egli si trovò legittimato per ampliare i suoi possessi verso le zone circostanti, dai valichi alpini all'Emilia, dal Piemonte alla Liguria. Il suo programma venne continuato dall'arcivescovo Giovanni, che si impadronì di Genova e Bologna (1352-1353) e si circondò di uomini di cultura come Francesco Petrarca. Egli aspirava a ricomporre il regno d'Italia, e sperava che con la sua politica magnanima e lungimirante il suo principato sarebbe divenuto un polo d'aggregazione per altri stati minori. Egli fu avversato da una lega fiorentino-veneta, che non lo batté, ma comunque si avvantaggiò della sua scomparsa nel 1354 e della divisione del suo regno tra i tre nipoti. Il figlio di uno di questi, Giangaleazzo Visconti, fu all'origine della fortuna familiare. Dopo aver fatto eliminare lo zio, iniziò un'ambiziosa politica di espansione verso la pianura Padana, la Romagna, la Toscana e il resto dell'Italia centrale. Nel 1387 occupò Verona e Vicenza, approfittando del declino della dinastia scaligera e dell'appoggio dei Da Carrara di Padova. Occupò quindi Novara, Parma, Bologna e Pisa, mentre gli si aggregarono Siena, Perugia, Assisi e Spoleto. Inoltre, sposandosi con Isabella di Valois, ottenne la contea di Vertus (da cui l'appellativo "Conte di Virtù") ed aveva potuto legarsi con uno dei più potenti signori del suo tempo, il duca d'Orleans, al quale diede in sposa la figlia Valentina che portò in dote Vertus, Asti e il diritto di successione al Ducato di Milano in caso di assenza di eredi maschi.
Nel 1395 l'imperatore concesse a Giangaleazzo la corona ducale di Milano, che dominava ormai un'ampia federazione di città. Alla sua morte però (1402) il figlio minorenne Giovanni Maria non sembrò all'altezza ed i territori lombardi si ribellarono presto ritornando indipendenti. Teneva la regia della zona il condottiero mercenario Facino Cane, che governava varie città, tra le quali la stessa Milano dal 1410 al 1412. Ma nel 1412 morirono lo stesso giorno Facino e Giovanni Maria (quest'ultimo ucciso da una congiura, l'altro per malattia), così la signoria passò al fratello di Giovanni Maria, Filippo Maria Visconti. Sposò prima la vedova di Facino Cane, poi una figlia di Amedeo VIII di Savoia. In seguito riaffermò la signoria sulla repubblica di Genova (che si era data al re di Francia), poi si assicurò i valichi alpini e le città di Parma e Piacenza, che gli valsero l'egemonia nella pianura Padana.
Di nuovo Venezia e Firenze si allearono preoccupate per l'espansionismo visconteo e nel 1433 si arrivò alla pace di Ferrara. Ancora il conflitto riprese quando Filippo Maria si inserì nelle lotte tra angioini e aragonesi nel regno di Napoli, che portò a una nuova tregua, la pace di Cremona (1441). Alla sua morte (1447) alcuni aristocratici milanesi tentarono un colpo di mano, instaurando un regime comunale-aristocratico, l'Aurea Repubblica Ambrosiana, che durò tre anni. Mentre Venezia sembrava voler approfittare della debolezza milanese, Francesco Sforza venne assoldato come difensore della città. Con la sua vittoria e grazie al fatto di aver sposato una figlia naturale di Filippo Maria, si fece poi incoronare come duca di Milano nel marzo 1450 raccogliendo l'eredità viscontea. Lo Sforza seppe ribaltare le alleanze alleandosi con Firenze, in particolare con Cosimo de' Medici, e isolando così Venezia.

### Venezia

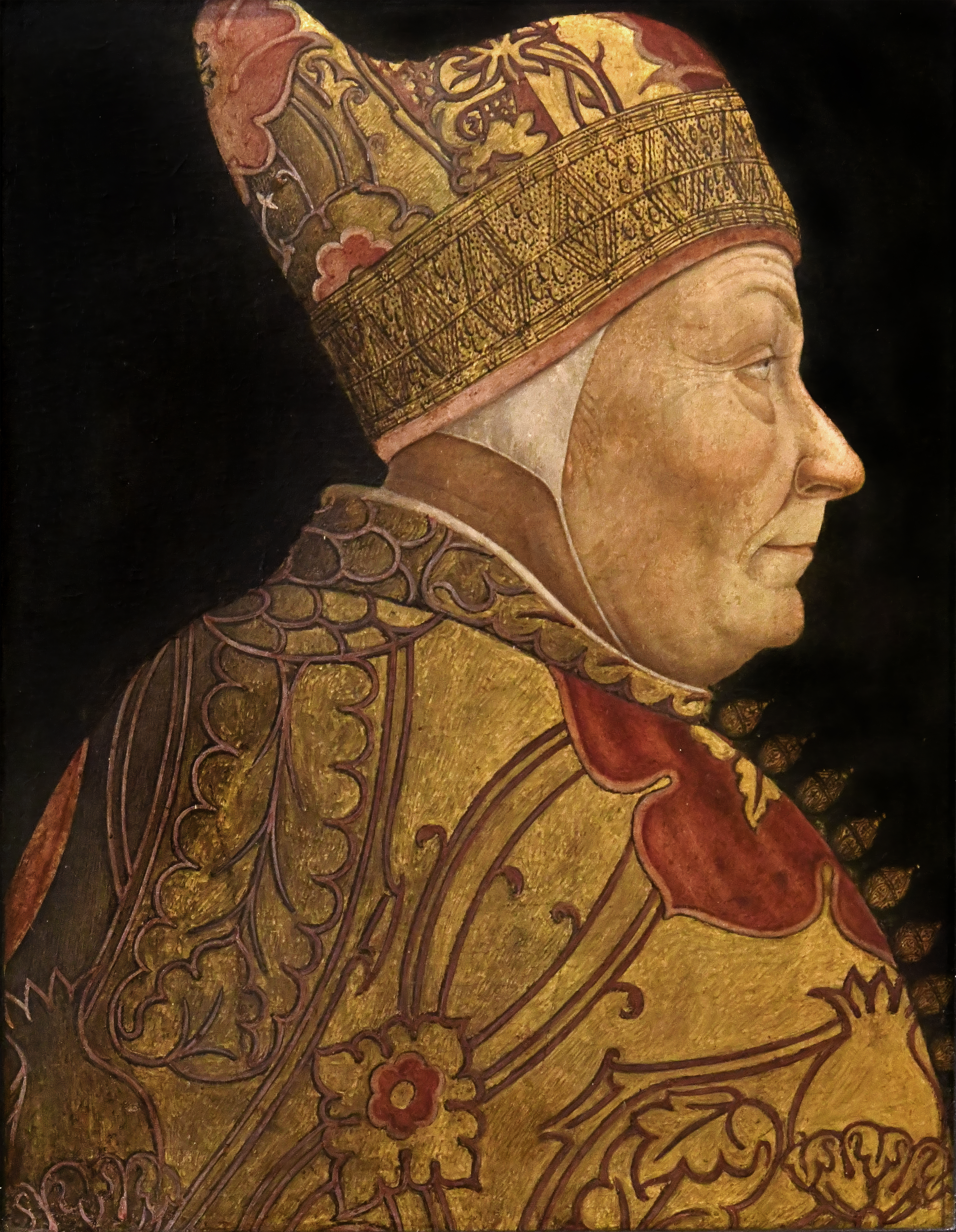
Lazzaro Bastiani, Ritratto del doge Francesco Foscari

I veneziani uscirono dal XIII secolo in difficoltà, dopo la battaglia di Curzola che li aveva visti sconfitti dai genovesi. Ma la riforma del Maggior Consiglio in senso oligarchico (1297) aveva garantito la stabilità. Contro le rivolte e le sovversioni vennero anche istituiti il Consiglio dei Dieci e i Tre Inquisitori di Stato. La crisi economica si fece sentire, per questo le famiglie veneziane iniziarono a cautelarsi cercando forme di rendita più sicure del commercio, come le rendite fondiarie, per questo la Repubblica iniziò un'inedita espansione verso l'entroterra. Inizialmente vennero prese le terre verso l'arco alpino e le pianure tra Adige e Po, fino a venire a confinare con i Visconti, con i quali ebbero ripetuti scontri. Nei mari invece la nemica principale restava Genova, contro la quale vennero compiute due guerre (1351-1355 e 1378-1381), la seconda delle quali, la cosiddetta guerra di Chioggia, vide il formarsi di un ampio fronte anti-veneto di nemici, con il re d'Ungheria, quello di Napoli, i genovesi e i padovani. Nel 1358, sotto il dogado di Giovanni Dolfin, la Repubblica perse i territori dalmati dopo la sconfitta da parte di Lodovico I d'Ungheria e la relativa pace di Zara. Nel 1381 Venezia cedette su tutti i fronti, ma la sua forza interna permise di riprendere gradualmente tutte le posizioni perse, grazie anche al sostegno dei fiorentini. Nel 1405 Venezia possedeva Verona, Padova e quasi tutto il Veneto, gran parte della Dalmazia e l'isola di Corfù e le coste meridionali greche.
Il doge Francesco Foscari iniziò una nuova politica di espansione sulla terraferma, aiutato anche dalla temporanea debolezza di Milano dopo la scomparsa dei Visconti. Capeggiando i vari eserciti anti-milanesi, alle successive trattative di pace si fece consegnare le città di Brescia, Bergamo e Ravenna, riuscendo a far pesare solo sulle spalle dei suoi alleati le spese dello sforzo bellico. L'eccessiva espansione preoccupò i fiorentini, i quali in seguito preferirono allearsi agli Sforza ribaltando la tradizionale alleanza.

### Firenze

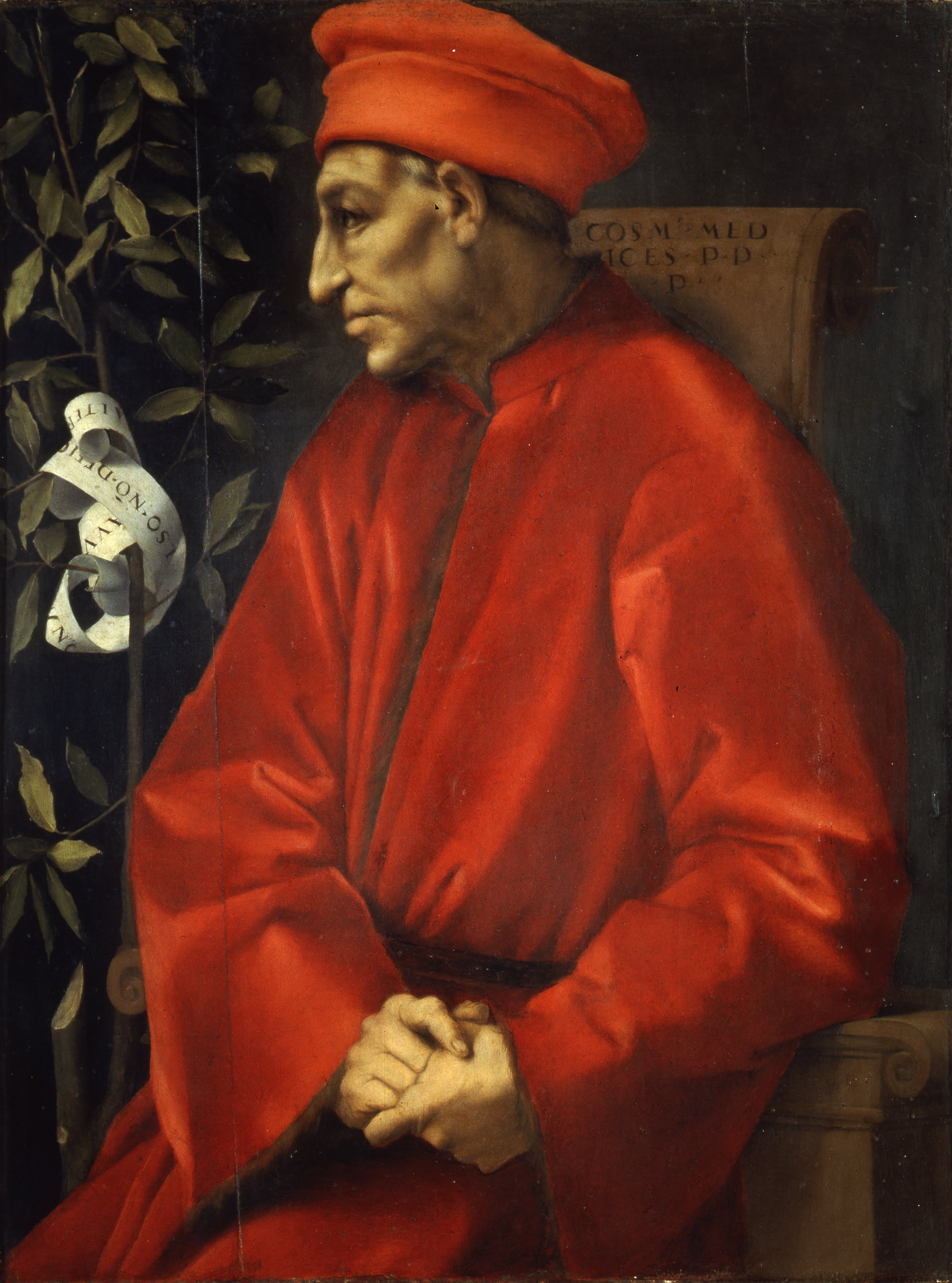
Pontormo, Ritratto di Cosimo il Vecchio (1519-1520)

A inizio del Trecento avevano trionfato a Firenze i sostenitori del partito guelfo nero, un'oligarchia di grandi imprenditori intransigenti, espressioni delle Arti "Maggiori", cioè più ricche e potenti, quali quella di Calimala (importatori di panni di lana da raffinare), della Lana (produttori di panni di lana) e del Cambio (banchieri). La classe dirigente tendeva a chiudersi importando un'oligarchia, grazie anche allo strumento dell'"ammonizione", che poteva far dichiarare qualcuno "ghibellino" facendolo escludere dalla vita politica.
Le sconfitte contro Pisa, Lucca e Pistoia avevano costretto i fiorentini a dare la propria città in signoria (in "balìa") a un signore esterno, che fu scelto in Roberto d'Angiò e suo figlio Carlo di Calabria. In seguito la signoria venne di nuovo affidata a un altro straniero, il nobile francese Gualtieri di Brienne, che si rivelò un pericolo per la classe dirigente a causa delle sue strizzate d'occhio ai ceti subalterni e della sua politica dispotica, venendo cacciato pochi mesi dopo (1343). Momenti durissimi furono il crack finanziario del 1343-1346, la peste nera e la rivolta dei Ciompi; una volta passati le famiglie dell'oligarchia ripresero il potere, ma una nuova divisione si profilò all'orizzonte. Da una parte c'erano gli intransigenti Albizzi, con la potente Arte della Lana e la roccaforte aristocratica riunita della Parte Guelfa; dall'altra vi erano alcune famiglie rivali quali i Ricci, gli Alberti e poi i Medici. Questi ultimi in particolare seppero attrarre le simpatie dei ceti medi e popolari, mentre la città stava estendendo il suo dominio nel territorio toscano attuando il passaggio verso un vero e proprio Stato regionale, con la conquista di Prato, Pistoia, Arezzo, Pisa, Cortona. Restavano indipendenti in Toscana solo la Repubblica di Lucca, la Lunigiana-Garfagnana dei Malaspina, la Repubblica di Siena (corrispondente grosso modo alle attuali province di Siena e di Grosseto) e qualche piccola signoria locale.

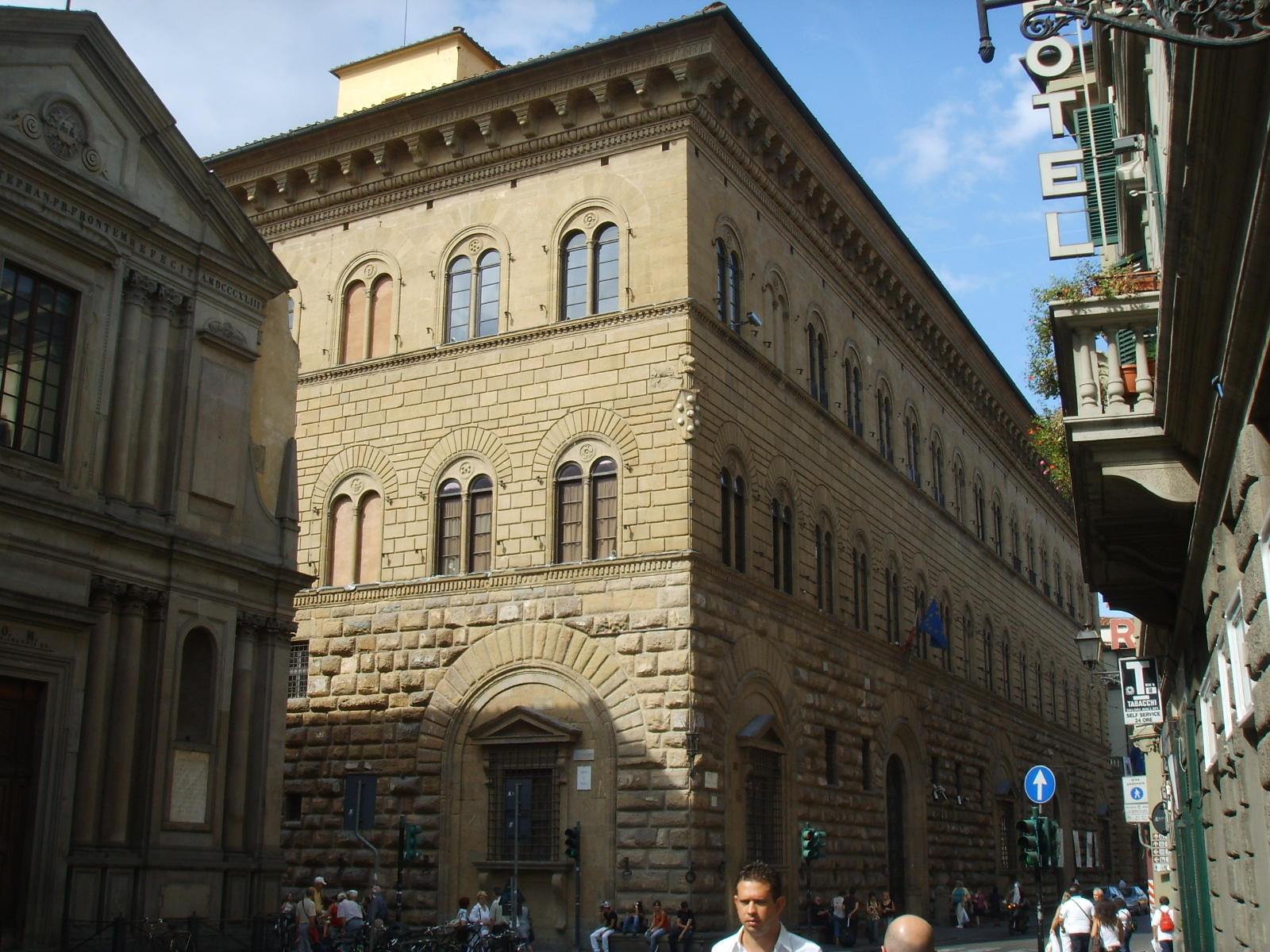
Il palazzo di Cosimo il Vecchio

La guerra contro i Visconti (dal 1425), sommata alla lunga guerra contro Lucca, esasperò l'opinione pubblica, e il bisogno costante di denaro rese necessarie alcune misure fiscali molto rigorose, come l'organizzazione del primo catasto della storia occidentale, utile per valutare i possedimenti di ciascuna famiglia e tassarla di conseguenza (1427). Le lotte cittadine si inasprirono, anche perché molti capirono che la ricchezza familiare poteva essere intaccata dal governo se non protetta direttamente, e in un primo momento ebbero la meglio gli Albizzi, che esiliarono il capo della fazione avversaria, Cosimo de' Medici (1433). Ma l'astuto banchiere visse un esilio dorato a Venezia che gli permise di riorganizzare le forze a lui favorevoli, tanto che nel 1434 poteva già tornare a Firenze richiamato dalla città, mentre i suoi avversari prendevano a loro volta la via dell'esilio. Iniziò così il periodo della "criptosignoria", dove Cosimo era il signore di fatto della città senza ricoprire alcuna carica. Egli si definiva un "consigliere privato" della Repubblica e, con la discrezione che gli era propria, si guardò bene dall'assumere un comportamento troppo appariscente, limitandosi ad ottenere la prerogativa di rivedere le liste elettorali,. cosa che gli permetteva di avere uomini di sua fiducia nei posti chiave del governo cittadino.
Ma la tradizionale non-rivalità tra Firenze e Venezia venne compromessa dai nuovi interessi delle due città: la prima si affacciava per la prima volta sui mari dopo la conquista di Pisa, la seconda iniziava invece a interessarsi dell'entroterra. Per questo nacque una nuova alleanza tra Firenze e Milano, che si scontrò presto contro il fronte veneziano-aragonese.

### Lo Stato della Chiesa

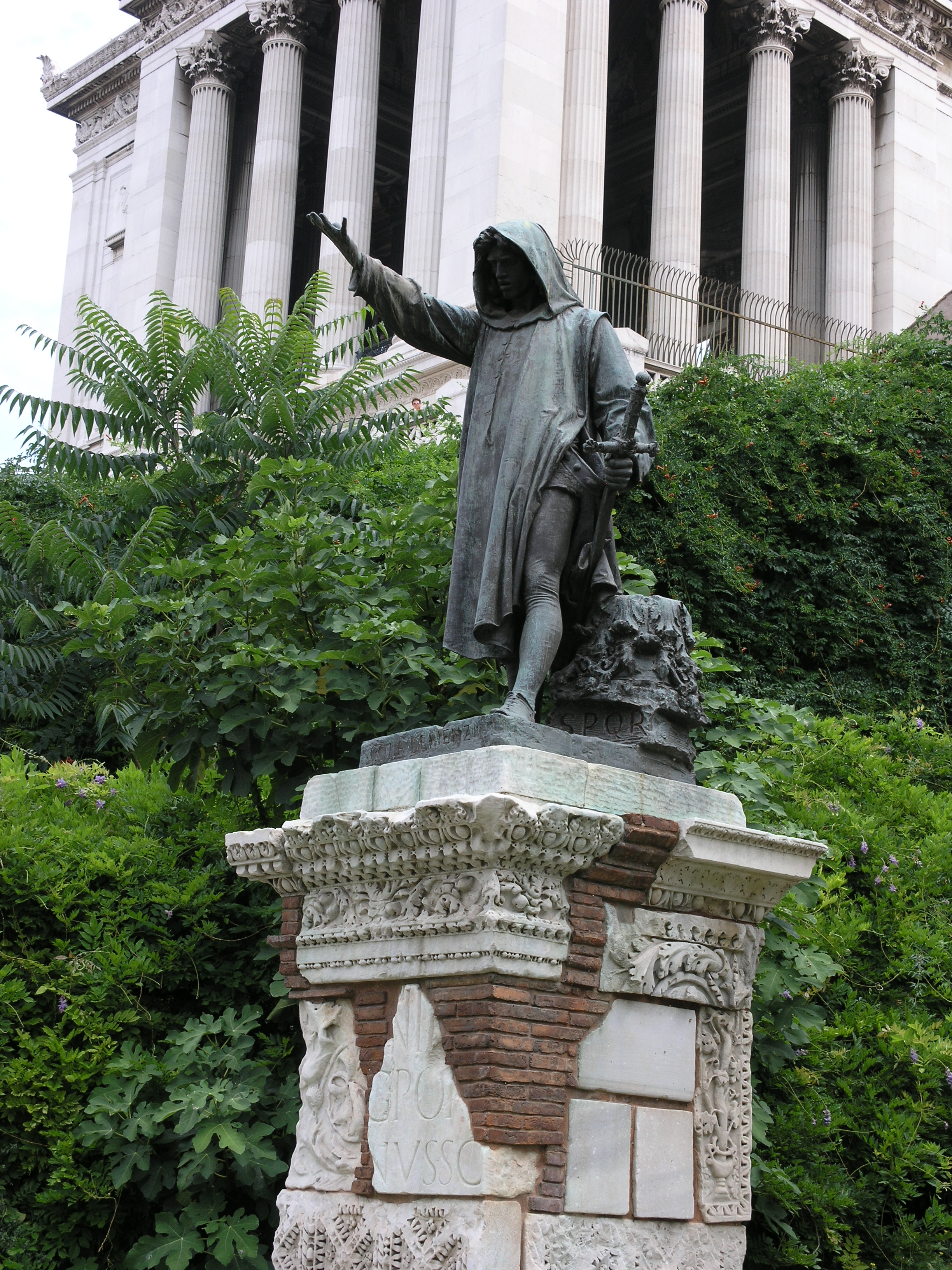
Statua di Cola di Rienzo a Roma

Lo Stato della Chiesa comprendeva ormai territori di varia provenienza, dagli ex Esarcato di Ravenna e Pentapoli, dall'eredità matildina e dal patrimonio di san Pietro, con le varie annessioni. Questa vasta area era molto disuguale e si andava dalle floride città della Romagna, alle aree marchigiane e laziali dedite soprattutto alla pastorizia. Il primo Giubileo del 1300 aveva richiamato a Roma, una città relativamente piccola abitata da potenti signori armati e da un popolo di pastori e mandriani, folle di pellegrini che avevano nuovamente iniziato a far circolare vorticosamente il denaro in città. Stava nascendo un ceto medio di artigiani, asinai, barcaioli, osti, oltre alla tradizionale corte pontificia di prelati, giuristi e notai. Il Senato cittadino era dominato dalle lotte tra le famiglie degli Orsini e dei Colonna.
Con l'abbandono della città del papa, per Avignone, il territorio della Chiesa era ulteriormente finito nella povertà e nel disordine, nonostante i legati papali che tenevano lo Stato e cercavano di riorganizzarlo per il ritorno del pontefice. Tra questi Egidio Albornoz dominò energicamente la situazione romana e nel 1357 emanò lo statuto generale delle Constitutiones aegidianae, che ridefinirono i poteri pubblici. Pochi anni prima aveva cercato di riorganizzare la vita cittadina anche Cola di Rienzo, una figura controversa a metà strada tra l'intellettuale e il demagogo. Egli fu il primo ad utilizzare le glorie passate di Roma imperiale come strumento demagogico di massa, venendo anche appoggiato dai papi avignonesi. Ma le sue violenze gli scatenarono contro la rivolta popolare che gli costò la vita.
Dopo il ritorno del papa e la ricomposizione dello scisma d'Occidente, il pontefice si trovò a dover riorganizzare lo Stato, incontrando però dura resistenza da parte dell'indisciplinata nobiltà romana. Bonifacio IX trovò come prezioso alleato Ladislao I d'Angiò-Durazzo, re di Napoli, che fu il vero moderatore della vita politica romana fino alla sua morte, riuscendo a mediare tra il papa, l'aristocrazia e le altre forze cittadine.
In seguito la città fu contesa dai condottieri Braccio da Montone e Muzio Attendolo Sforza. Quando Braccio sembrò vincere, venne tuttavia eletto al soglio papale Martino V (1420), che iniziò una politica accentratrice che costrinse Braccio a restituire al papa tutte le terre conquistate. Martino inaugurò anche la pratica del nepotismo, che in un primo momento fu tutto sommato un modo di risolvere il disordine cittadino, facendo coincidere gli interessi pubblici con quelli della famiglia del papa e del collegio cardinalizio. I papi del XV secolo cercarono di ridurre il potere dei signori delle varie città emiliane, romagnole, umbre e marchigiane, ma il più delle volte poterono solo ottenere un'obbedienza formale a fronte della concessione del titolo di vicario pontificio.

### Il Mezzogiorno

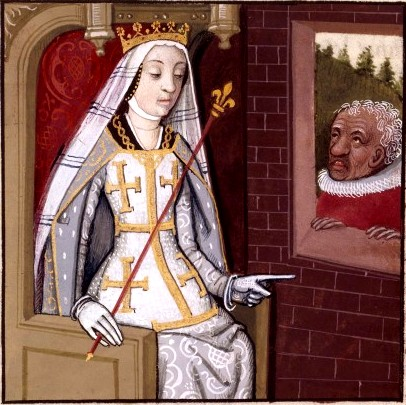
Giovanna I d'Angiò, regina di Napoli

Dopo la guerra del Vespro angioini e aragonesi si erano divisi il Regno di Sicilia, prendendo rispettivamente l'Italia Meridionale (il futuro Regno di Napoli) i primi, e la Sicilia i secondi. Qui entrambi avevano dovuto venire a compromessi, tra l'ordinata e centralizzata amministrazione, ereditata dagli svevi e dai normanni, e le richieste della nobiltà che aveva sostenuto le conquiste, che domandava una maggiore autonomia feudale. La formazione di un ceto medio di produttori e mercanti, già ostacolato dagli svevi, ebbe una vera e propria battuta d'arresto, per via della pesante politica fiscale e la tendenza a privilegiare l'aristocrazia feudale, tramutata spesso in signoria fondiaria. I riflessi della crisi europea del Trecento non fecero altro che aggravare un ristagno già in atto.
Roberto d'Angiò, re di Napoli, ebbe un grande prestigio al suo tempo, riconosciuto dal papa come capo del partito guelfo in Italia; egli favorì i banchieri fiorentini, che numerosi si insediarono a Napoli. Roberto aveva anche giurisdizione sulla Provenza, secondo i suoi antichi possedimenti familiari, e su parte del Piemonte; inoltre poteva fregiarsi del titolo (nominale) di re di Gerusalemme. Nella pratica comunque la sua potenza era solo sulla carta, coi domini provenzali e piemontesi minacciati dalle forze centrifughe, e il regno di Napoli in preda ai poteri feudali per la politica ed ai fiorentini per l'economia, determinando una certa debolezza endemica. Ad eccezione della florida capitale di Napoli e di alcune città pugliesi, lo sviluppo urbano nel regno era molto basso.

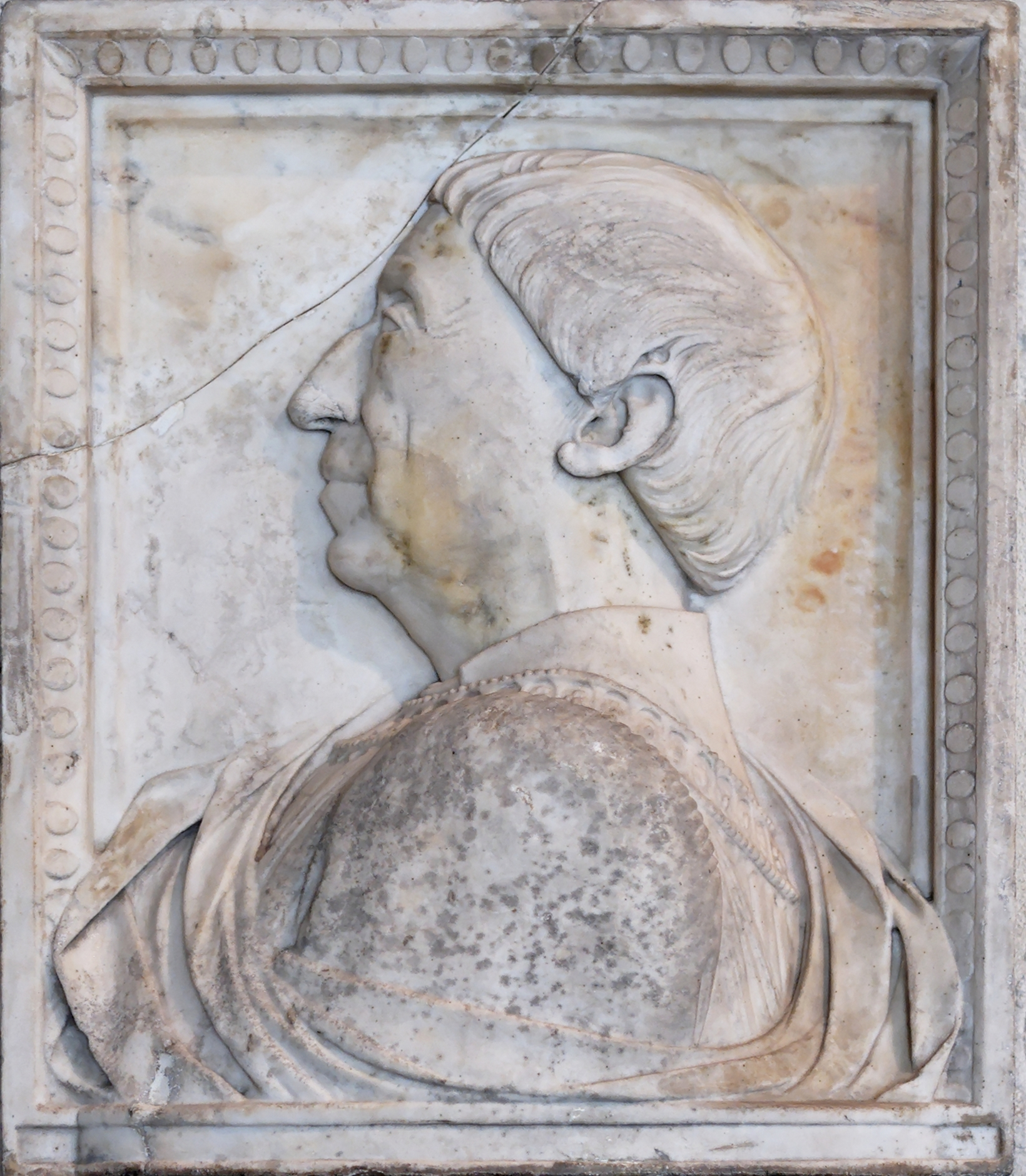
Mino da Fiesole, Ritratto di Alfonso V d'Aragona, Parigi, Louvre

Quando scomparve Roberto i numerosi rami degli angioini (che governavano dall'Ungheria all'Adriatico) iniziarono a contendersi la successione partenopea, finché non andò a sua nipote Giovanna I. La Regina Giovanna compì l'errore di lasciarsi coinvolgere in una serie di intrighi e di scandali che compromisero irrimediabilmente la sua autorità: venne scomunicata e dovette affidare il regno al suo parente Luigi I d'Angiò, fratello del re di Francia; però il pontefice decise di dare la corona a Carlo III d'Angiò-Durazzo, cugino di Giovanna, che iniziò una lunga guerra civile con Giovanna stessa, dove entrambi perirono. Alla fine prevalse Ladislao I, figlio di Carlo, che poté iniziare un programma espansionistico. Sua sorella Giovanna II d'Angiò governò il paese dopo di lui in maniera incerta. Avendo adottato come figlio il re d'Aragona Alfonso V il Magnanimo, alla sua morte si scatenarono le contese sul regno tra angioini e aragonesi, che alla fine vide il trionfo di Alfonso sul re Renato (angioino), grazie anche all'aiuto dei Visconti.
A questo punto gli aragonesi disponevano di un vero e proprio impero nel Mediterraneo occidentale, che preoccupava le altre città marinare come Genova e Venezia. Si compattarono due schieramenti, uno filo-angioino e filo-francese (con Firenze, Genova e Venezia), ed uno anti-francese (con i Visconti, che si sentivano minacciati dai francesi) e i duchi di Borgogna. Con la scomparsa dei Visconti Alfonso d'Aragona avanzò pretese sul Ducato di Milano, spingendo Firenze a opporsi per non sentirsi schiacciata nei domini aragonesi, mentre Alfonso guadagnò l'appoggio di Venezia, isolata da milanesi e fiorentini.

### La pace di Lodi
Si arrivò così verso il 1450 ad avere due schieramenti che si fronteggiavano su più questioni: il trono di Napoli, la successione al Ducato di Milano, l'egemonia nel Mediterraneo occidentale e la questione tra re di Francia e duca di Borgogna. Sembrò chiaro agli schieramenti che nessuno dei principali Stati italiani avrebbe potuto prevalere sull'altro e che il portare avanti una guerra avrebbe danneggiato tutte le parti. Alfonso d'Aragona si rassegnò a non impadronirsi del Ducato di Milano, come Firenze non avrebbe mai permesso. Inoltre la Francia sembrò un pericolo comune sia sul re aragonese che sullo Sforza, per questo si preferì patteggiare piuttosto che richiamare l'attenzione sul paese straniero che poteva vantare diritti ereditari su entrambi i contendenti.
Inoltre la caduta di Costantinopoli del 1453 aveva imposto un ripensamento su tutta la politica italiana, nell'eventuale organizzazione di una crociata invocata dal papa. Nel 1454 si arrivò quindi alla pace di Lodi, dove si fissava il confine tra Milano e Venezia sull'Adda e si creava un'intesa implicita tra i cinque Stati maggiori d'Italia (Milano, Venezia, Firenze, Stato della Chiesa e Napoli) a mantenere la situazione attuale com'era.

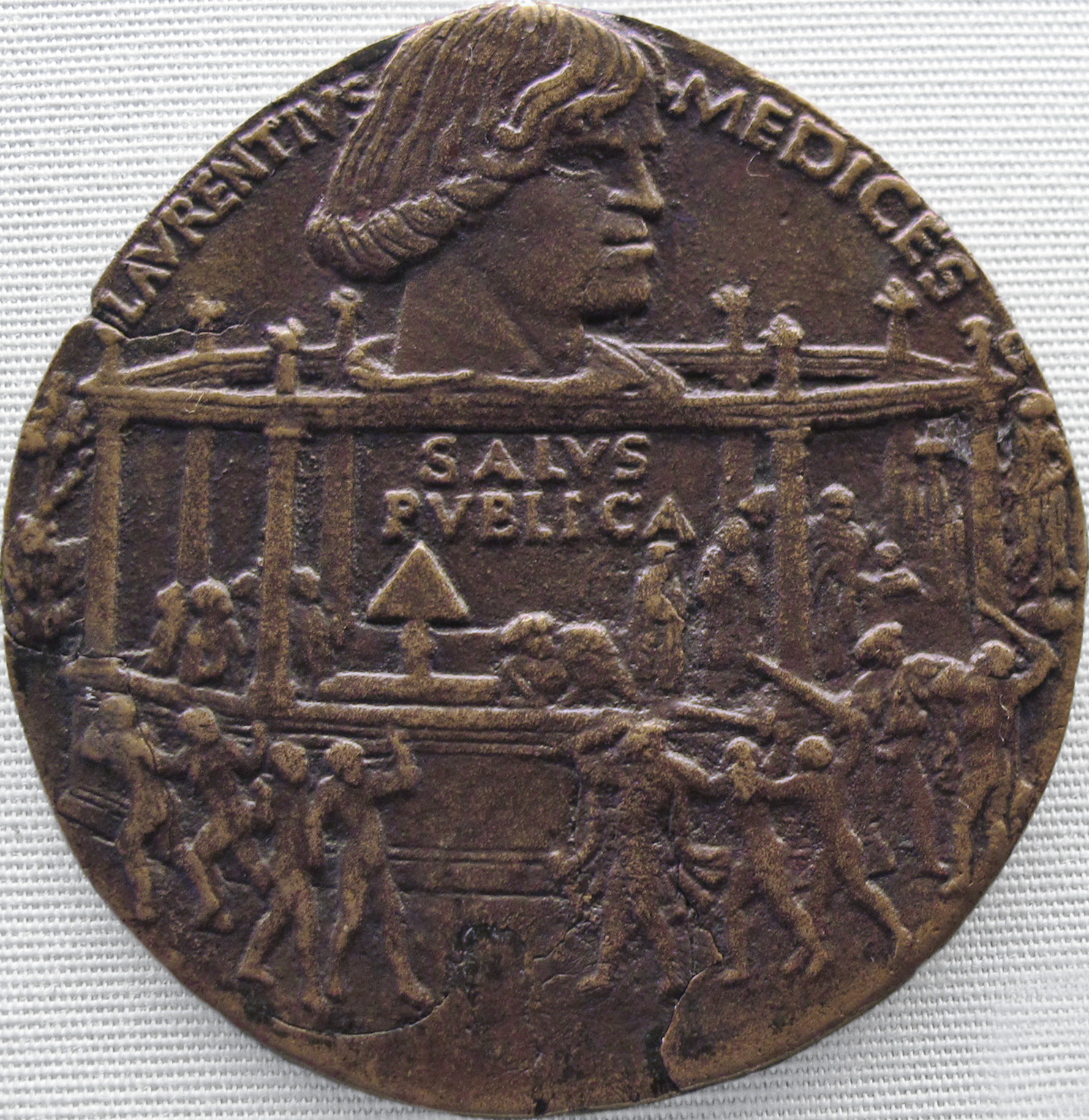
Bertoldo di Giovanni, medaglia che celebra la vittoria di Lorenzo il magnifico sulla congiura dei Pazzi

Questa politica dell'equilibrio venne forse sopravvalutata nel secolo successivo (come da Francesco Guicciardini), quando l'Italia era in preda agli eserciti stranieri, e venne interpretata anche come un patto a tenere fuori dalla penisola i non-italiani. In realtà questa intesa parteciparono anche numerosi Stati non italiani, lo stesso re di Francia, il duca di Borgogna o il sultano turco, al quale tutti guardavano con circospezione cercando di farsene un interlocutore diplomatico e commerciale.
Per quarant'anni, dal 1454 al 1494, la pace resse, nonostante qualche colpo di mano e qualche guerra che il sistema delle alleanze riuscì sempre a circoscrivere. Per esempio alla morte di Alfonso V d'Aragona si riaprì la contesa con gli angioini, che non ebbe comunque successo. Altri problemi furono causati dalla politica nepotista di Sisto IV, che avrebbe voluto insediare suo nipote Girolamo Riario a Firenze, per questo sostenne la congiura dei Pazzi tesa ad eliminare i Medici, ma fallì con la cattura e l'uccisione dei responsabili in città, tra i quali il religioso Francesco Salviati. La sua morte fu il pretesto del papa per interdire la città, ma Lorenzo de' Medici seppe infrangere il blocco dei nemici che gli si ponevano contro andando personalmente a Napoli e convincendo il re, dichiaratosi alleato del papa, all'inopportunità della guerra.
Anche Venezia tentò un colpo di mano, cercando di conquistare Ferrara, ma contro di lei si schierarono Firenze, Milano e Napoli che la costrinsero a firmare la pace di Bagnolo, che fruttò ai veneti comunque il Polesine. Nel 1485 poi papa Innocenzo VIII Cybo sostenne una congiura dei baroni contro Ferrante d'Aragona, ma l'interposizione di Firenze e Milano ricompose il conflitto. A un certo punto sembrò che l'attività di Lorenzo il Magnifico fosse l'"ago della bilancia" della politica italiana. Che fosse vero o no, dopo la sua morte (1492) l'equilibrio venne per la prima volta sconvolto, con la morte di Ferdinando II di Napoli e la successione di suo figlio Alfonso II nel 1494: i baroni napoletani della congiura fallita del 1485, rifugiatisi in Francia, convinsero allora re Carlo VIII a far valere i suoi diritti sulla corona napoletana scendendo in Italia. Invitò il re francese anche il reggente del Ducato di Milano, Ludovico il Moro, che avrebbe voluto sostituirsi al nipote minorenne come duca titolare della città, Gian Galeazzo Sforza. Egli però aveva sposato la figlia di Ferdinando I di Napoli e ne aveva avuto un figlio che aveva fatto tramontare tutte le speranze del Moro sul titolo: per questo una sconfitta degli aragonesi avrebbe potuto cambiare le sorti del ducato.
Con la discesa di Carlo VIII si chiuse la fase dell'equilibrio e iniziò il duro periodo della contesa fra potenze straniere per l'egemonia in Italia.